# Lengerich, Emsland
Lengerich là một đô thị thuộc huyện Emsland, trong bang Niedersachsen, Đức. Đô thị này có diện tích 31,73 km². Đô thị này có cự ly khoảng 15 km về phía đông của Lingen.
Lengerich là thủ phủ của Samtgemeinde ("đô thị tập thể") Lengerich.